# Sanare
Sanare est une ville de l'État de Lara au Venezuela, capitale de la paroisse civile de Pío Tamayo et chef-lieu de la municipalité d'Andrés Eloy Blanco. Elle est située à environ 43 km de Barquisimeto, la capitale de l'État.

## Histoire
La localité est fondée en 1620 par le frère dominicain Melchor Ponce de León.